# 三一主教座堂 (普斯科夫)

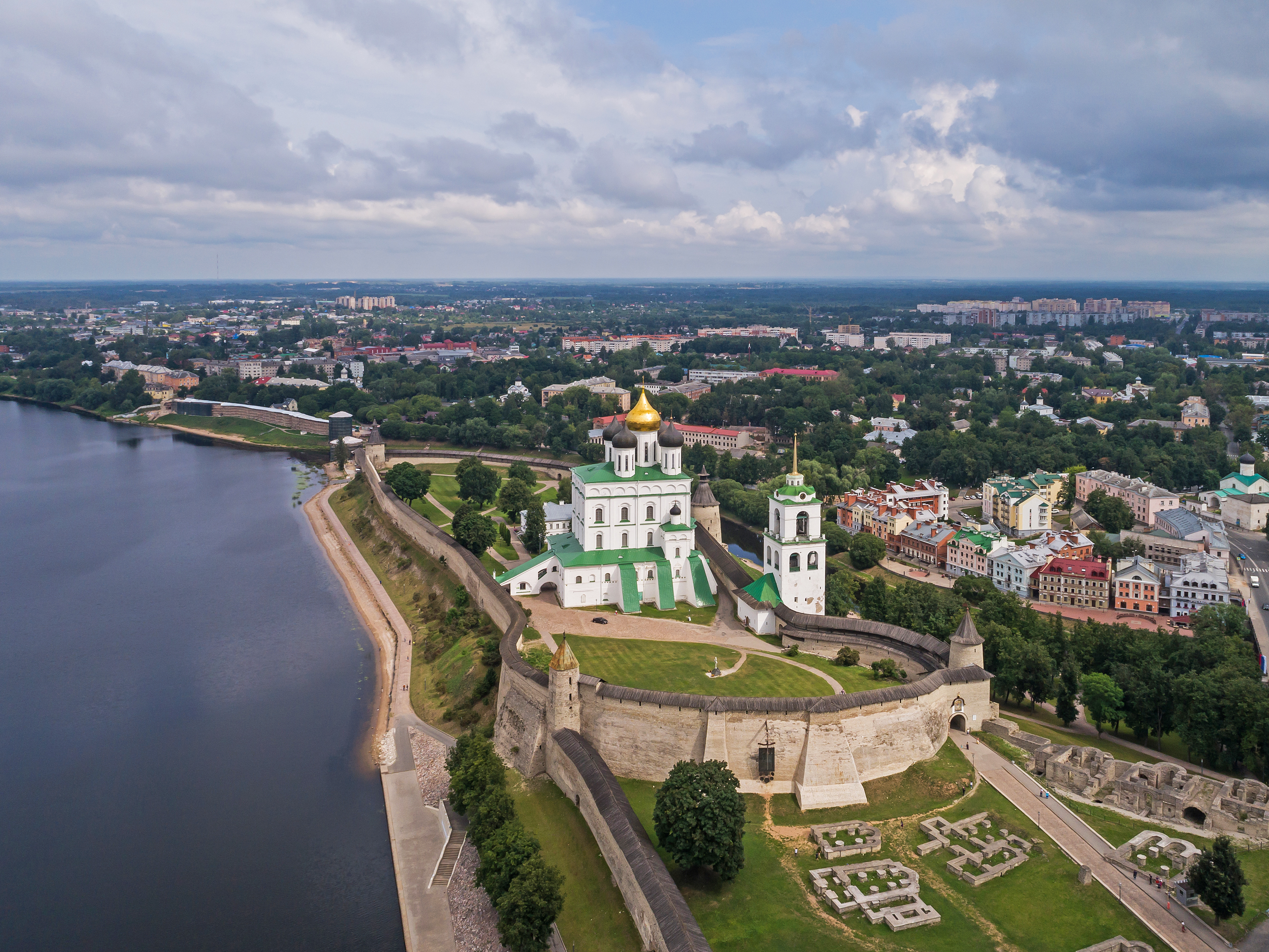
普斯科夫三一主教座堂的景观

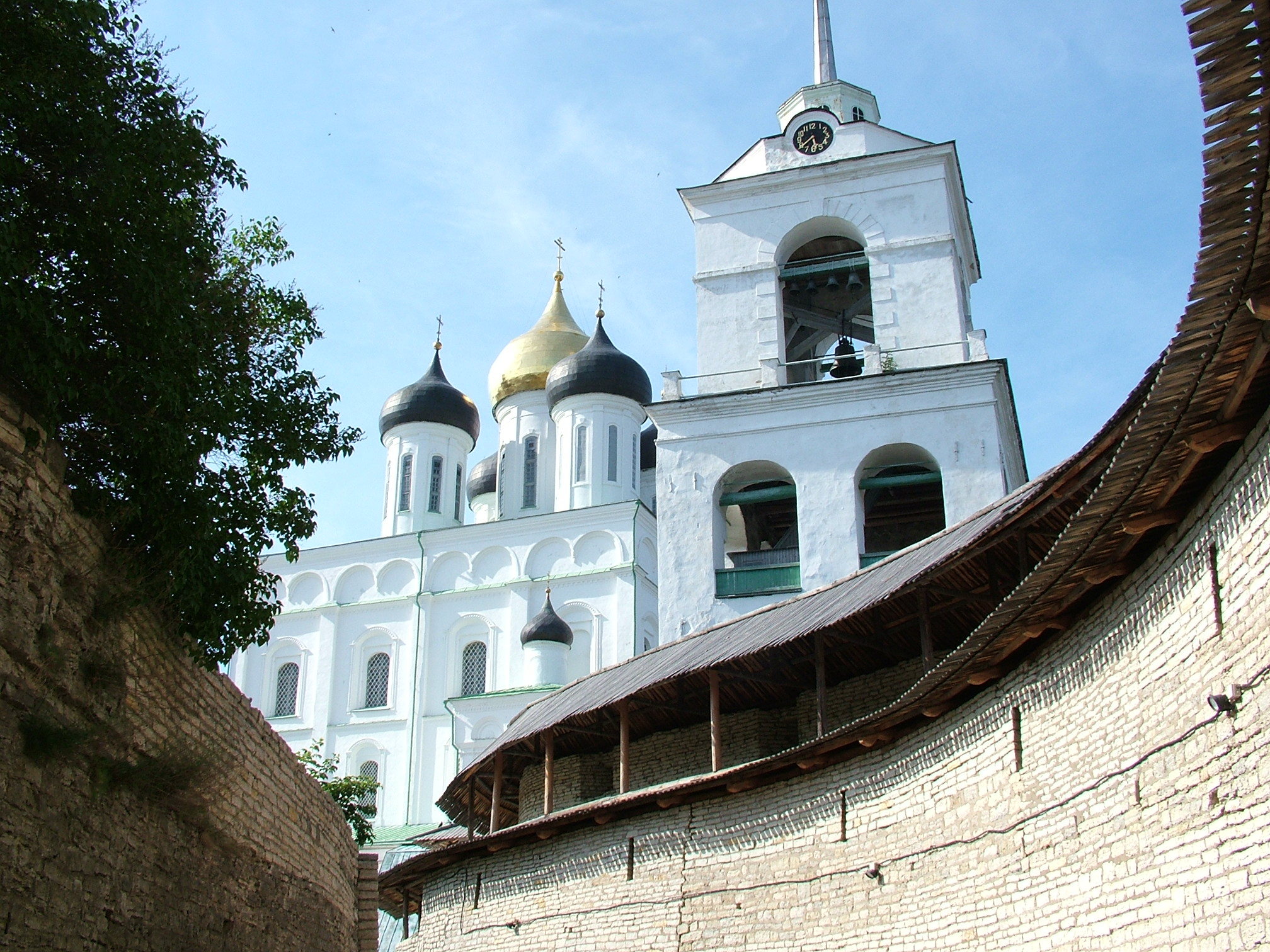
普斯科夫三一主教座堂的景观

三一主教座堂（俄语：Троицкий собор）位于普斯科夫克罗姆的韦利卡亚河东岸。普斯科夫的第一个三一主教座堂修建于十世纪左右，在之后的几个世纪内屡造破坏。自1589年以来，三一主教座堂一直是普斯科夫教区的主要教堂。1691年，新教堂的重建工作开始进行，于1699年竣工，一直保存至今。

## 简介
第一个木制的三一主教座堂修建于十世纪左右。据说是在王子弗谢沃洛德·姆斯季斯拉维奇的授意下，这座教堂在1138年被一座石头建造的教堂所取代，即姆斯季斯拉维奇死后的第二年建成。普斯科夫三一主教座堂被摧毁过很多次，也重建了很多次。例如，《俄罗斯第一编年史》记载道，1365年，阿列克谢大主教（1359-1388）希望在原三一教堂的基础上重建了一个石头建造的教堂。1367年，在基里尔大师的指导下重建工程竣工。然而，这座教堂在1609年的一场大火中遭到严重破坏。1691年，新教堂的重建工作开始进行，于1699年竣工，一直保存至今。现存的普斯科夫三一主教座堂高约78公尺，其建筑包含了于1138年去世的圣王子弗塞沃洛德和于1299年去世的多夫蒙特的坟墓。
在苏联时代的二十世纪二十年代，普斯科夫三一主教座堂是分裂派的“活教会运动”（Живая Церковь）的基地，直至二十世纪三十年代教堂被关闭。自教堂关闭之后，它被当做了一个博物馆。在纳粹占领期间，它作为一个教堂重新开放，战后仍然对外开放。目前，普斯科夫三一主教座堂的主教是伊芙赛维。